# باربور
باربور (انگلیسی: Barbour) شرکت پوشاک بریتانیایی است، که در سال ۱۸۹۴ تأسیس شد.